# Primera guerra del Alto Karabaj
La primera guerra del Alto Karabaj se refiere al conflicto armado que ocurrió entre febrero de 1988 y mayo de 1994 en el pequeño enclave armenio del Alto Karabaj (o Nagorno Karabaj), en la región sureste del Cáucaso, una antigua provincia soviética poblada por una minoría azerí y una mayoría de armenios, rodeada completamente por la República de Azerbaiyán. El parlamento del enclave votó a favor de la unión con Armenia, lo cual fue ratificado en un plebiscito que contó con una aplastante mayoría de la población favorable a la independencia. Las demandas de unificación con Ereván, las cuales proliferaron a lo largo de la década de 1980, se desarrollaron en un comienzo de manera pacífica, aunque la presión autonomista generada ante el colapso de la Unión Soviética a finales de la década llevó aparejado un incremento de la violencia en la región entre ambos grupos étnicos, lo que finalmente derivó en sucesos de limpieza étnica por ambas partes. A lo largo del conflicto, tanto Armenia como Azerbaiyán se vieron envueltos en una progresiva guerra no declarada en las zonas montañosas de Karabaj por la intención de Azerbaiyán de reprimir a los secesionistas e irredentistas del antiguo óblast autónomo.
Este conflicto se transformó en el más grave de todos aquellos que se dieron tras la desintegración de la URSS en diciembre de 1991. Los combates interétnicos se iniciaron poco después de que el Parlamento local votara a favor de la unión con la RSS de Armenia, el 20 de febrero de 1988. Esta declaración de secesión de la RSS de Azerbaiyán fue considerada como el resultado de «un resentimiento de larga duración en la comunidad armenia del Alto Karabaj contra las serias limitaciones a su cultura y libertad religiosa por las autoridades centrales soviéticas y azeríes».
Junto con los movimientos secesionistas de las repúblicas bálticas de Estonia, Letonia y Lituania, el conflicto significó uno de los más importantes elementos en la desintegración de la Unión Soviética. La proclamación de independencia de Azerbaiyán, seguida de la persecución masiva y asesinatos de armenios, conocidos como "Enero Negro", significaron la cooptación de los poderes ejercidos por el gobierno central en manos de la administración de Bakú. Una de las primeras medidas tomadas por la naciente república fue la de eliminar el gobierno provincial autónomo del Alto Karabaj, lo que provocó como reacción que la mayoría armenia de la provincia votase masivamente en favor de la creación de la República de Artsaj.
La escalada de la violencia se acentuó a lo largo del invierno de 1992, pese a los intentos de mediación internacional patrocinados por la OSCE, los cuales fallaron en una resolución del conflicto y una solución concordada de las partes. En la primavera de 1993 las fuerzas armenias ocuparon regiones fuera del enclave, en un intento de involucrar a otros países de la zona como Rusia o Georgia. Para 1994 los armenios del Alto Karabaj no solo controlaban el territorio propio de la República, sino también cerca de un 14 % del territorio nacional de Azerbaiyán. Un alto al fuego acordado en 1994, bajo el auspicio de Rusia, puso término a la parte armada del conflicto, mientras que un organismo llamado Grupo de Minsk, supeditado a la OSCE, fue establecido para poder realizar las respectivas negociaciones de paz.

## Antecedentes

### Independencia del Imperio ruso
La soberanía sobre el territorio de Alto Karabaj ha sido objeto de una larga disputa entre Armenia y Azerbaiyán, tanto que pervive hasta nuestros días. La región, conocida como Artsaj por los armenios, es un territorio poblado por armenios desde los tiempos prehistóricos, siendo a veces prácticamente la última fortaleza de la identidad y cultura armenia durante repetidas conquistas. Los problemas respecto a la soberanía, sin embargo, son relativamente recientes. Poco después de la capitulación del Imperio otomano en la Primera Guerra Mundial se produjo la Revolución de Octubre, por medio de la cual los bolcheviques accedieron al poder en un colapsado Imperio ruso en 1917. Tres naciones del Cáucaso: Georgia, Armenia y Azerbaiyán proclamaron su independencia de Rusia y se organizaron en la República Democrática Federal de Transcaucasia, la cual tuvo una corta vida (10 de febrero a 28 de mayo de 1918).

### Guerra entre Armenia y Azerbaiyán (1918-1920)
Poco después de que se disolviera la Federación transcaucásica, graves disputas territoriales y étnicas entre armenios y azeríes desembocaron en una guerra abierta entre las recién formadas repúblicas democráticas de Armenia y Azerbaiyán. La guerra se extendió a los distritos de Qazaj, Syunik, Najicheván y el propio Karabaj. La disputa se centró en el establecimiento de la frontera entre ambos países en las mencionadas provincias. Los armenios de Karabaj intentaron proclamarse en una república independiente, pero fallaron al no poder contactarse con Armenia. Después de la derrota otomana en la Primera Guerra Mundial, tropas británicas ocuparon la zona de Transcaucasia en 1919, colocando a la zona de Karabaj y Zangezur bajo el mandato de Khosrov bey Sultanov, mientras que la decisión definitiva acerca del futuro de la región era tomada por la Conferencia de París de 1919.

### Intervención soviética

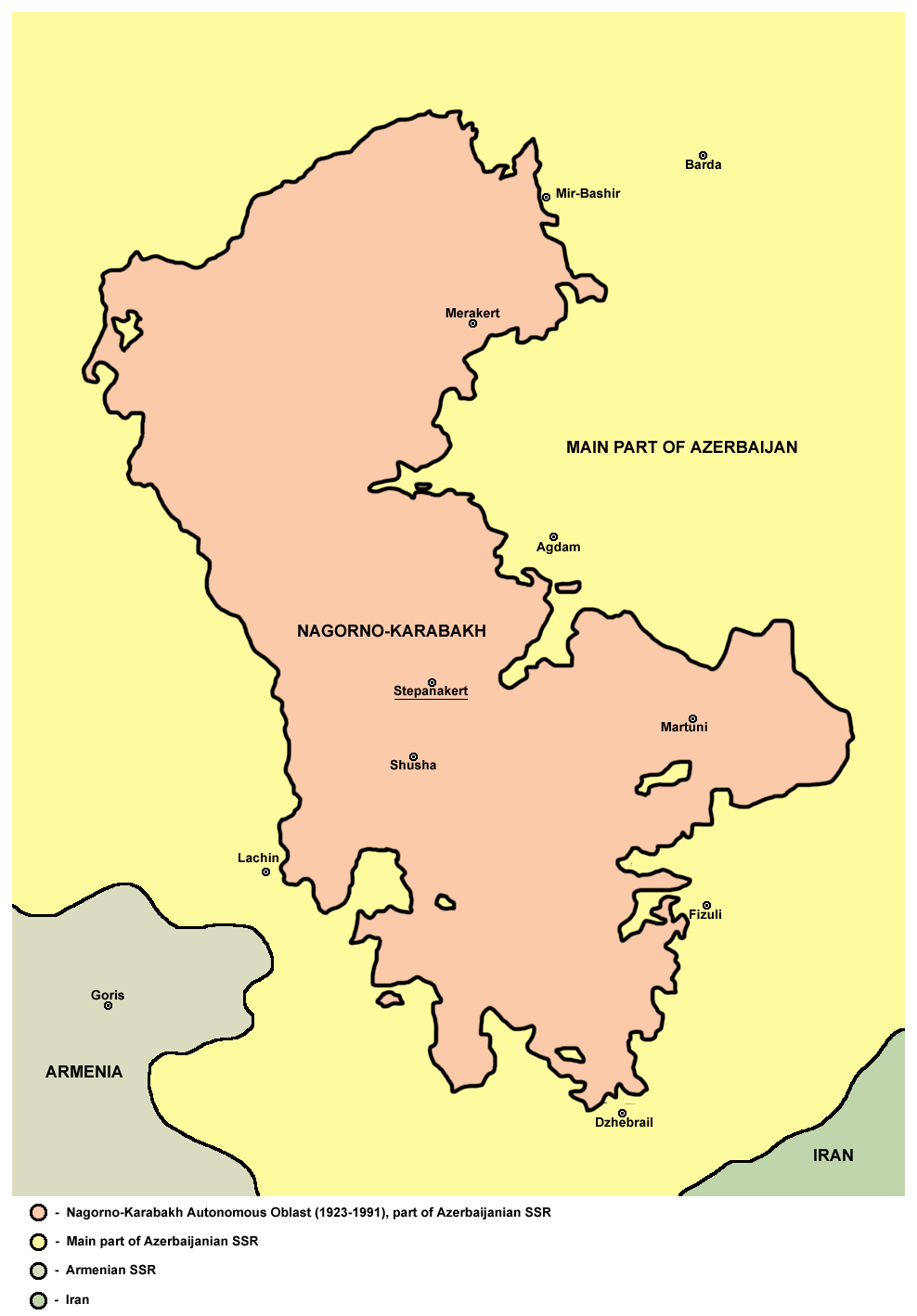
Mapa de Alto Karabaj como provincia autónoma.

Pese a estar la decisión pendiente, una joven Unión Soviética intervino en el Cáucaso y en el plazo de tres años organizó a los diferentes países en la República Socialista Federativa Soviética Transcaucásica, integrándolos en su territorio. Inspirándose en la organización del Estado soviético, los bolcheviques crearon entonces un Buró Caucásico conformado por siete miembros, supervisados por el entonces Comisario del Pueblo para las Nacionalidades, que era Stalin. Pese a que el Buró votó 4 a 3 a favor de colocar Alto Karabaj bajo la autoridad de la recién creada República Socialista Soviética de Armenia, las protestas de los líderes del Partido Comunista de Azerbaiyán, incluyendo a su líder Nariman Narimanov, y un alzamiento antisoviético en Ereván en 1921 complicaron las relaciones entre Armenia y Moscú. Esos factores condujeron a que el Comité revisara su decisión, para que en definitiva se resolviera incorporar al recién creado Óblast Autónomo del Alto Karabaj (OAAK) dentro de la RSS de Azerbaiyán en 1923, dejando a su población –compuesta en un 94 % de armenios– bajo el gobierno de otra nacionalidad. La capital fue trasladada de Shusha a Khankendi (rebautizada como Stepanakert al poco tiempo).
Historiadores armenios y azeríes han especulado durante largo tiempo sobre las razones de esta decisión, manejándose como probable motivo la aplicación de la regla "divide y vencerás". Esto puede observase, por ejemplo, por el extraño emplazamiento del enclave de Najicheván (tierra también perteneciente a Armenia hasta la década de 1940), el cual está rodeado por Armenia al norte e Irán al sur, pero pertenece a Azerbaiyán.
Otro posible motivo de esta decisión es el intento de realizar un gesto político de buena voluntad por parte de la URSS hacia la Turquía de Atatürk, un gobierno central que descuartizó Armenia anexionándose 12 provincias armenias, entre ellas Erzurum y Van, dos centros culturales de vital importancia para el pueblo armenio. Armenia, por su parte, siempre se negó a reconocer la legalidad de tal decisión, y continuó a lo largo del tiempo protestando dentro del sistema soviético por ello.

### El resurgimiento de la cuestión de Alto Karabaj
La elección de Mijaíl Gorbachov como Secretario General del PCUS en 1985 trajo consigo la implementación de sus dos grandes planes de reforma, conocidos como perestroika y glásnost. Mientras que los fines de la reforma económica se cristalizaban en la perestroika, la glásnost permitió que los ciudadanos soviéticos disfrutaran de una relativa libertad de prensa, especialmente en cuanto se pudo por primera vez criticar abiertamente a los gobernantes. Dentro de este marco, los líderes soviéticos de Karabaj capitalizaron tal apertura consiguiendo obtener un voto del parlamento regional a favor de la unión del OAAK con la RSS de Armenia el 20 de febrero de 1988. Los dirigentes armenios del óblast se quejaban porque la región no contaba con textos escolares ni canales de televisión que transmitieran en armenio. En el mismo sentido que el Secretario General del Partido Comunista de Azerbaiyán, Heidar Aliev, había intentado realizar una "azerificación" de la zona, incrementando la presencia, número e influencia de los azeríes que vivían en Alto Karabaj, al mismo tiempo que la población armenia estaba en declive. Para 1988 la población armenia que vivía en la región había disminuido a cerca de las tres cuartas partes.
El movimiento autonomista había sido liderado por diversas figuras populares armenias, al igual que por miembros de la "intelligentsia", como el conocido disidente y premio Nobel de la Paz Andrei Sajarov. Antes de la declaración del 20 de febrero, los armenios habían comenzado a protestar, en un conjunto de huelgas por parte de los trabajadores de Ereván que demandaban la unificación con el enclave. Estas protestas fueron contestadas en términos similares en manifestaciones realizadas en Bakú. Como reacción a las protestas, Gorbachov afirmó que las fronteras entre las repúblicas soviéticas no serían modificadas, de acuerdo con lo dispuesto en el artículo 78 de la Constitución de la URSS. El líder soviético afirmó también que otras nacionalidades y pueblos de la URSS estaban solicitando cambios territoriales, y que una nueva fijación de límites en Alto Karabaj constituiría "un peligroso precedente". Los armenios veían con desdén la decisión de 1921, considerando a su vez que sus esfuerzos estaban destinados a corregir un error histórico bajo el principio de la autodeterminación, un derecho asimismo contemplado en la Constitución soviética para sus repúblicas conformantes. Los azeríes, por otro lado, calificaban tales demandas, que implicaban el abandono de una importante región de la República, como inaceptables y se alinearon con la postura de Gorbachov.

### El Pogromo de Sumgait
Los conflictos étnicos entre miembros de las comunidades que vivían en Alto Karabaj estallaron al poco tiempo. El 22 de febrero de 1988, una confrontación directa cerca de Askerán (en Alto Karabaj, en la carretera entre Agdam y Stepanakert), entre un grupo militar azerí y grupos de ciudadanos armenios terminó en violentos incidentes que dejaron como saldo cerca de 10 armenios muertos y heridos. Durante los combates, un agente local de la Policía, supuestamente armenio, mató a dos jóvenes azeríes. El 27 del mismo mes, mientras hablaba en la televisión central de Bakú, el fiscal soviético Alexander Katusev mencionó la nacionalidad de los heridos.
Pocas horas después de la intervención, estalló un pogromo dirigido contra los residentes armenios en la ciudad de Sumgait, ubicada a 25 kilómetros al norte de Bakú, que contaba con una alta población de refugiados azeríes. El resultado de estos hechos fue de 32 armenios muertos, de acuerdo con las estadísticas oficiales soviéticas, aunque varios años después, a principios de la década de 1990, los mandatarios de la KGB reconocieron que tenían órdenes directas del gabinete de Gorbachov de ocultar notablemente el número de los armenios muertos. Los armenios fueron golpeados y asesinados; las mujeres armenias violadas, quemadas vivas y asesinadas, tanto en sus casas como en plena calle, durante tres días de violencia que sólo cesaron cuando el Ejército Soviético sofocó la rebelión entrando en la ciudad el 1 de marzo de 1988.
La forma en que los armenios fueron asesinados provocó una gran indignación entre sus compatriotas, que consideraron que el pogromo había sido avalado por parte de las autoridades soviéticas con el fin de intimidar a los miembros del movimiento de Alto Karabaj. La violencia aumentó poco a poco después de los hechos de Sumgait, hasta que Gorbachov decidió finalmente intervenir militarmente en Armenia en septiembre de 1988. Para ese tiempo se estimaba que más de 100 personas habían perdido la vida tanto en Armenia como en Azerbaiyán. A todo esto se agregaron las consecuencias de un gran terremoto que asoló la ciudad de Leninakan, en Armenia, el 7 de diciembre de 1988, provocando la muerte de más de 25 000 personas.
Los intentos de Gorbachov para estabilizar la región fueron infructuosos, ya que se enfrentaba a la intransigencia de ambos bandos. Los armenios, por un lado, no se conformaron con la promesa de Moscú de destinar 400 millones de rublos con el fin de revitalizar el idioma armenio, destinándolos a textos escolares y a un canal de televisión para Karabaj. Por su parte, Azerbaiyán no estaba dispuesto en ningún caso a ceder territorio a Armenia. Otro hecho que complicó la situación fue la detención por órdenes del Kremlin de 11 miembros de un recién formado Comité de Karabaj (entre los que se encontraba Levon Ter-Petrosian) durante el caos que siguió al terremoto. Estas acciones polarizaron las relaciones entre Moscú y los armenios, ya que estos últimos perdieron la confianza en Gorbachov, despreciándolo por la mala gestión de la ayuda para las víctimas del terremoto y por su falta tanto de comprensión como de garantías en la gestión de la crisis.

### Enero Negro
La creciente violencia interétnica comenzó a cobrar cada vez más víctimas, lo que obligó a la mayoría de la población azerí residente en Armenia a refugiarse en su país, al mismo tiempo que los armenios de Azerbaiyán huían al suyo. La escalada del conflicto parecía escapársele de las manos al Gobierno de la URSS, por lo que la decisión de los líderes soviéticos de tomar el control directo de la región en enero de 1989 fue recibida con agrado por muchos armenios. En el verano de 1989 los dirigentes del Frente Popular de Azerbaiyán y sus seguidores lograron que la RSS de Azerbaiyán iniciara un bloqueo aéreo y ferroviario contra Armenia, logrando estrangular la economía del país al evitar que el 85 % de la carga y los bienes que llegaban por vía férrea arribaran a la República. Esta medida tuvo otro efecto, el de que la región de Najicheván quedara separada totalmente del resto de la URSS. La interrupción del tráfico ferroviario a Armenia estuvo motivado en parte por los ataques de militantes de ese país contra trabajadores azerbaiyanos que entraban en su territorio, los cuales empezaron a rehusar a cumplir esos servicios.
En enero de 1990 se produjo otro pogromo contra armenios en Bakú, lo que obligó al Gobierno soviético a declarar el estado de emergencia y a enviar tropas de la MVD a restablecer el orden. La ciudad de Bakú, capital de Azerbaiyán, contaba por aquel entonces con una población armenia superior a 250 000 habitantes. Se estableció un toque de queda (cosa que no sucedía en la URSS desde la Segunda Guerra Mundial) al mismo tiempo que se producían fuertes combates entre las fuerzas soviéticas y los nacionalistas azeríes. Estos incidentes dejaron como saldo más de 120 azeríes y 8 soldados de la MVD muertos. Sin embargo, durante este tiempo el Partido Comunista de Azerbaiyán había caído, transformándose el orden en un velado mantenimiento de los comunistas en el poder, antes que proteger a la población armenia del país. Estos eventos, conocidos como "Enero Negro", delinearon la relación futura entre Azerbaiyán y Rusia. Después de estos hechos, la población armenia en Bakú se vio visiblemente reducida, quedándose en 36 000 habitantes.

### Operación Anillo
En la primavera de 1991 el Gobierno de la URSS organizó un referéndum especial a lo largo de todo el país, llamado Nuevo Tratado de la Unión, con el fin de decidir si las repúblicas soviéticas se mantendrían unidas u optarían por la independencia. Como resultado, nuevos gobiernos no comunistas llegaron al poder en las repúblicas, destacándose el de Borís Yeltsin en Rusia, Levon Ter-Petrosian en Armenia y Ayaz Mütallibov en Azerbaiyán, mientras que Gorbachov se mantenía a cargo del gobierno central como Presidente de la URSS. Azerbaiyán votó en cumplimiento del tratado, en tanto que varias repúblicas boicotearon el referéndum, como Armenia, que realizó un referéndum paralelo acerca de la independencia el 21 de septiembre de 1991.
Ante las perspectivas de la situación, muchos armenios y azeríes comenzaron a adquirir armas localizadas en depósitos en Alto Karabaj, con el fin de defenderse. Frente a esto Mütallibov consiguió el apoyo de Gorbachov para realizar una operación militar conjunta con fuerzas del Ejército Rojo y el naciente Ejército azerí, con el objeto de desarmar a la milicia armenia. Esta medida, conocida como "Operación Anillo", significó la deportación forzada de los armenios que poblaban las villas de la región de Shahumian. Estos actos fueron considerados, tanto por los oficiales soviéticos del Kremlin como por el Gobierno armenio, como un método de intimidación contra quienes sostenían las demandas de unificación.
Los resultados de la operación fueron contraproducentes, ya que la situación empujó, incluso a los armenios más reticentes al conflicto, a considerar que la única solución para la crisis de Alto Karabaj era recurrir a la fuerza armada. El guerrillero armenio-estadounidense Monte Melkonian (quien se convertiría en uno de los más eficaces jefes militares de la guerra) sostuvo que Karabaj debía ser "liberado". Señalaba que si esto no se hacía, la zona de Syunik sería pronto anexionada por Azerbaiyán, a lo que le seguiría toda Armenia, concluyendo que "la pérdida de Artsakh significaría la pérdida de toda Armenia". Velayat Kuliev, un escritor y director adjunto del Instituto de Literatura de Azerbaiyán, contradijo estas apreciaciones, afirmando que "últimamente los nacionalistas armenios, incluyendo algunos influyentes personajes, empezaron a hablar acerca de la Gran Armenia. No era sólo Azerbaiyán. Ellos querían anexar partes de Georgia, Irán y Turquía".

## El vacío de poder armado
Cuando la desintegración de la URSS se convirtió en realidad para los ciudadanos soviéticos en el otoño de 1991, ambas partes comenzaron a buscar la forma y a tomar las medidas necesarias para hacerse con las armas localizadas en depósitos a lo largo del territorio del Karabaj. Durante la Guerra Fría el alto mando soviético había establecido planes para el caso de una eventual invasión del Cáucaso por parte de la OTAN desde Turquía, miembro de tal organismo. En dichos planes se había considerado que la zona de Armenia sería el teatro de operaciones, por lo que se destinaron allí tres divisiones del Ejército Rojo, pero no construyó ningún aeropuerto militar; a diferencia de la RSS de Azerbaiyán, que contaba con cinco divisiones y cinco bases aéreas. Es más, Armenia apenas disponía de 500 vagones ferroviarios de municiones, en comparación con los 10 000 que se mantenían en la zona azerí. Azerbaiyán gozaba, pues, de una gran ventaja estratégica.
Al retirarse las fuerzas del Ministerio del Interior Soviético (MVD), dejaron como legado a ambos bandos grandes arsenales de municiones y una buena cantidad de vehículos armados. Las fuerzas enviadas por Gorbachov tres años antes provenían de diferentes regiones de la URSS y no tenían intenciones de quedarse en la región mucho tiempo. La mayor parte de estas unidades estaba compuesta por jóvenes conscriptos, muchos de los cuales simplemente vendieron sus armas a cambio de dinero o incluso las intercambiaron por vodka, mientras que otros llegaron incluso a intentar vender tanques o transportes blindados de personal (APC). La existencia de depósitos tan pobremente protegidos, que facilitaron el aprovisionamiento de armas por parte de ambos bandos, llevó a culpar a la política de Gorbachov como la causa última del conflicto. Los azeríes adquirieron una buena cantidad de ese equipamiento, según informó el ministro de Relaciones Exteriores azerí en noviembre de 1993, cuando señaló que se habían comprado 286 tanques, 842 vehículos armados y 386 piezas de artillería a causa del vacío de poder. Ante tal situación se reportó que empezaron a funcionar varios mercados negros donde se traficaban con armas, incluidas algunas provenientes de Occidente.
Evidencias posteriores demostraron que Azerbaiyán contó con un sustancial apoyo militar por parte de Irán, Israel y Turquía, además de numerosos países árabes. La gran mayoría del armamento consistía en armas de origen ruso o de países del bloque oriental, con alguna cantidad de armas de manufactura local. Por otro lado, la diáspora armenia consiguió donar una gran cantidad de dinero a Armenia, además de lograr que el Congreso de los Estados Unidos aprobara una resolución que condenaba el bloqueo azerí a Armenia y prohibía toda ayuda militar a Azerbaiyán en 1992. Mientras que Azerbaiyán sostuvo que Rusia apoyó militarmente a Armenia en los inicios, se señaló que "los soldados azeríes en la región estaban mucho mejor equipados con pertrechos soviéticos que sus oponentes".
La renuncia de Gorbachov a la presidencia de la URSS, sucedida el 26 de diciembre de 1991, empujó a las restantes repúblicas de la Unión (Bielorrusia, Ucrania y Rusia) a proclamar la independencia, lo que significó la desaparición definitiva de la Unión Soviética como Estado el 31 de diciembre del mismo año. Este hecho suprimía el último muro que evitaba que Armenia y Azerbaiyán entraran en una guerra total. Un mes antes, el 21 de noviembre, el Parlamento azerí revocó la autonomía de Alto Karabaj, rebautizando la región como "Xankandi". En respuesta a esto, el 10 de diciembre y bajo los auspicios del liderazgo armenio de la región se realizó un referéndum, boicoteado por los azeríes de la zona, que obtuvo como resultado una aplastante mayoría de votos a favor de la independencia. El 6 de enero de 1992, la región se declaró independiente de Azerbaiyán.
La retirada de las fuerzas soviéticas de Alto Karabaj fue solo momentánea, puesto que en febrero de 1992 las ya desaparecidas repúblicas soviéticas conformaron la Comunidad de Estados Independientes (CEI). Mientras que Azerbaiyán se abstuvo de participar, Armenia, bajo el temor de una posible invasión turca ante la escalada del conflicto, ingresó en la CEI con el fin de ponerse bajo la protección del "paraguas de seguridad colectiva". En enero del mismo año fuerzas de la CEI se desplazaron hacia la zona, estableciendo sus cuarteles y centro de mando en Stepanakert, con lo que adquirieron un rol más activo en el mantenimiento de la paz e incorporaron antiguas unidades del Ejército Rojo, como el 366.º Regimiento motorizado de Fusileros y el 4.º ejército.

## La creación de los ejércitos

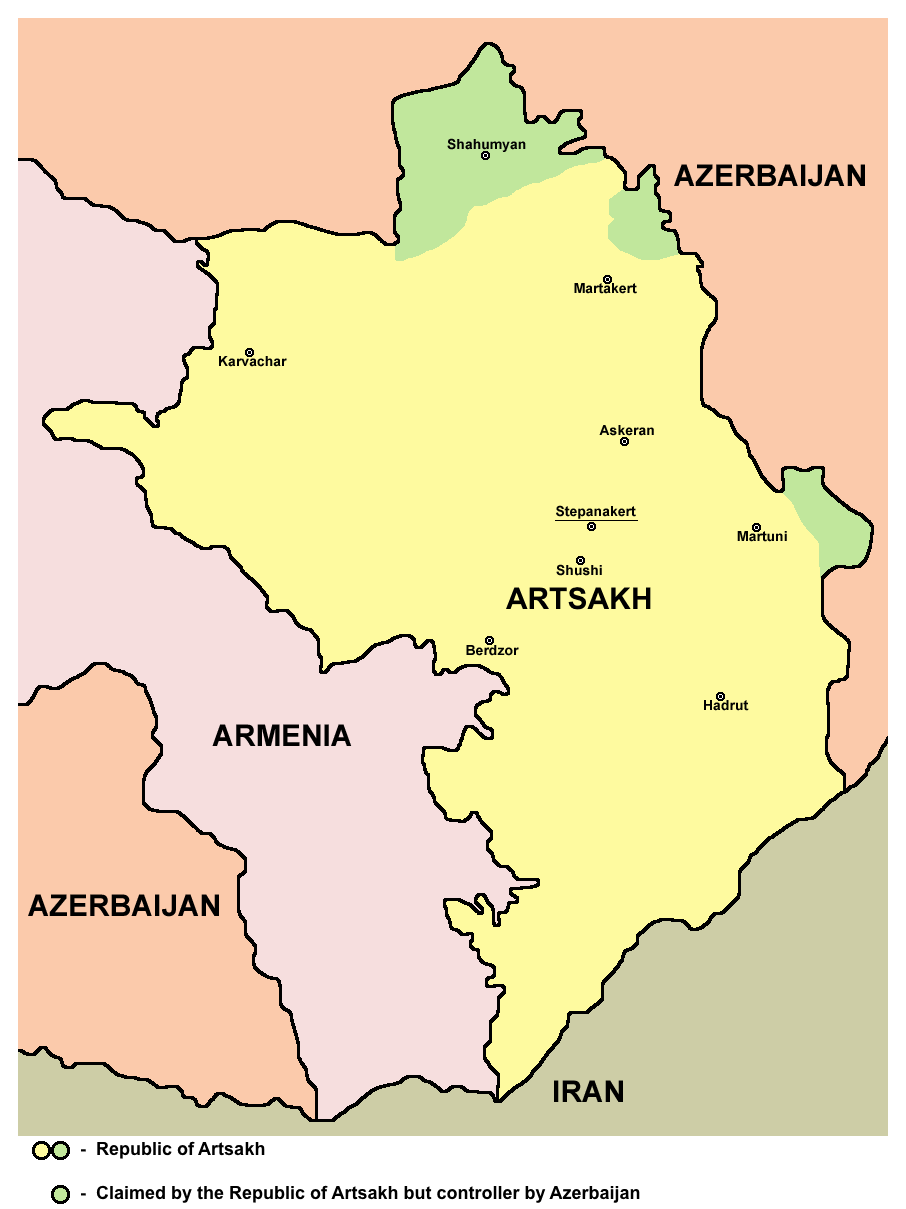
Mapa de la República de Alto Karabaj.

Los esporádicos combates entre armenios y azeríes, acrecentados desde la puesta en marcha de la Operación Anillo, condujeron rápidamente a la creación de tropas de voluntarios tanto en Armenia como en Azerbaiyán. Entre los armenios fue común apelar a figuras históricas de guerrilleros de la causa nacionalista, como Andranik Ozanian y Garegin Njdeh, quienes combatieron al Imperio Otomano entre finales del siglo XIX y comienzos del XX. Fuera de las levas realizadas entre la población masculina de 18 a 45 años de edad, muchos armenios se alistaron voluntarios en unidades conocidas como tchokats, las cuales eran unos destacamentos de cerca de 40 hombres, que generalmente estaban al mando de un teniente coronel. Inicialmente, muchos de esos voluntarios actuaban a la manera de los partisanos, cuyo comportamiento durante las operaciones de combate apenas fue controlado. Esto provocó una masiva insubordinación, donde era común la deserción de los soldados, al igual que el saqueo de la pertenencias de los soldados muertos y el robo de diversos bienes (por ejemplo, el gasóleo) para ser vendidos en el mercado negro.
Muchas mujeres se alistaron en las milicias armenias, aunque su participación en combates fue escasa, pues se dedicaron especialmente a la atención de los heridos y la evacuación de los enfermos de los campos de batalla. Las fuerzas azeríes funcionaban de modo similar, aunque su organización era mejor al comienzo del conflicto. El Gobierno azerí también realizó levas y reclutamientos masivos de ciudadanos que se enrolaban con entusiasmo durante los primeros meses tras el colapso soviético. El Ejército Nacional de Azerbaiyán estaba compuesto por cerca de 30 000 soldados, además de 10 000 efectivos pertenecientes a las fuerzas paramilitares OMON y varios centenares de integrantes del Frente Popular de Azerbaiyán. Suret Huseynov, un acaudalado hombre de negocios de Azerbaiyán, organizó personalmente una brigada del ejército azerí (la 709), comprando muchas de sus armas y vehículos del arsenal de la desaparecida 23.ª División Motorizada del Ejército Rojo. La organización terrorista turca Lobos Grises, de ideología nacionalista y liderada por İsgandar Hamidov (responsable del atentado contra el papa Juan Pablo II en 1981), fue también movilizada para la contienda. El Gobierno azerí contrató asimismo los servicios de distintos mercenarios de la zona, utilizando para ello los ingresos petroleros de los yacimientos del Mar Caspio.
Igualmente se ofrecieron para combatir por ambos bandos distintas unidades disueltas del Ejército Rojo, que habían quedado en el limbo que siguió a la desintegración de la URSS. Por ejemplo, uno de los más destacados integrantes de las fuerzas armenias fue el general soviético Anatoly Zinevich, quien había estado en Alto Karabaj entre 1992 y 1997 prestando servicio y organizando operaciones para las fuerzas armenias. A finales del conflicto Zinevich detentaba el cargo de Jefe del Estado Mayor de las fuerzas del Alto Karabaj.
Se estima que el personal militar, así como los distintos bienes utilizados en el conflicto en el periodo entre 1993 y 1994, eran los siguientes:
| País                    | Soldados | Artillería | Tanques | APC | AFV | Cazas |
| ----------------------- | -------- | ---------- | ------- | --- | --- | ----- |
| República de Artsaj     | 20 000   | 16         | 13      | 120 | N/D | N/D   |
| República de Armenia    | 20 000   | 170        | 160     | 240 | 200 | N/D   |
| República de Azerbaiyán | 42 000   | 330        | 280     | 360 | 480 | 170   |

## Primeras ofensivas armenias

### Masacre de Xocalı
El 2 de enero de 1992, Ayaz Mutalibov asumió la presidencia de Azerbaiyán. La recién creada República de Armenia negó oficialmente cualquier participación para apoyar la secesión de Alto Karabaj bajo la forma de apoyo logístico, comida, combustible y otro. Sin embargo, el presidente armenio Levon Ter-Petrosian admitió posteriormente el apoyo logístico y el pago de salarios a los separatistas, pero negó el envío de sus tropas para el combate. Armenia se enfrentaba a un débil bloqueo por parte de Azerbaiyán más allá de las presiones de la vecina Turquía, que decidió alinearse al lado de Azerbaiyán y establecer lazos estrechos con este.
El único enlace terrestre de Armenia con Karabaj era a través del estrecho y montañoso corredor de Lachín que apenas podía ser alcanzado por un helicóptero. El único aeropuerto de la región estaba en la pequeña ciudad de Xocalı, a siete kilómetros al norte Stepanakert y con una población estimada de 6000 a 10 000 personas. Hay que añadir que Xocalı servía como base de artillería desde el 23 de febrero. A fines de febrero Xocalı estaba bastante aislada, y las fuerzas armenias desataron una ofensiva el 26 de febrero apoyadas por carros de combate de la unidad 366 para capturar la localidad. De acuerdo con el lado azerí u otras fuentes como Human Rights Watch y tomando por base el memorial de Moscú y la biografía del líder armenio Monte Melkonian (documentada y publicada por su hermano), después de la captura de Xocalı se procedió al asesinato de varios centenares de civiles que huían de la ciudad. Las fuerzas armenias habían declarado previamente que iban a atacar la ciudad, pero que dejarían un corredor terrestre para que los civiles pudieran huir de la ciudad. Sin embargo, cuando comenzó el ataque, las tropas armenias, que superaban en número a los azeríes, redujeron fácilmente a los defensores que intentaban retirarse junto con los civiles hacia el norte, a la ciudad de Agdam, controlada por Azerbaiyán no sin antes destruir intencionadamente la pista del aeropuerto, dejándola temporalmente inútil para los armenios. Al ver esto, las fuerzas atacantes persiguieron a quienes escapaban y abrieron fuego contra ellos, matando a muchos civiles. Al ser acusados por grupos internacionales de haber masacrado civiles adrede, los oficiales armenios negaron haber cometido tal matanza y declararon que el objetivo era sólo silenciar el fuego de artillería proveniente de Xocalı.
Nunca se hizo un conteo exacto del número de muertos, mas las estimaciones más conservadoras apuntan a 485, mientras que el conteo oficial de las autoridades azeríes para los caídos durante los acontecimientos del 25 al 26 de febrero apunta a 613 civiles, de los cuales 106 serían mujeres y 83 niños. El 3 de marzo de 1992, The Boston Globe reportó que más de mil personas fueron asesinadas en los más de cuatro años de conflicto, citando al alcalde de Xocalı, Elmar Mamedov, y que también había aún 200 desaparecidos, 300 rehenes y 200 heridos en los combates. Un informe publicado en 1992 por la organización de derechos humanos Helsinki Watch exponía en su investigación que encontró que la OMON azerí y "miembros de la milicia, aún en uniforme y algunos todavía con armas, estaban también juntos a los civiles masacrados" y que puede haber sido la razón de los disparos de las tropas armenias contra ellos.

### Ocupación de Shusha

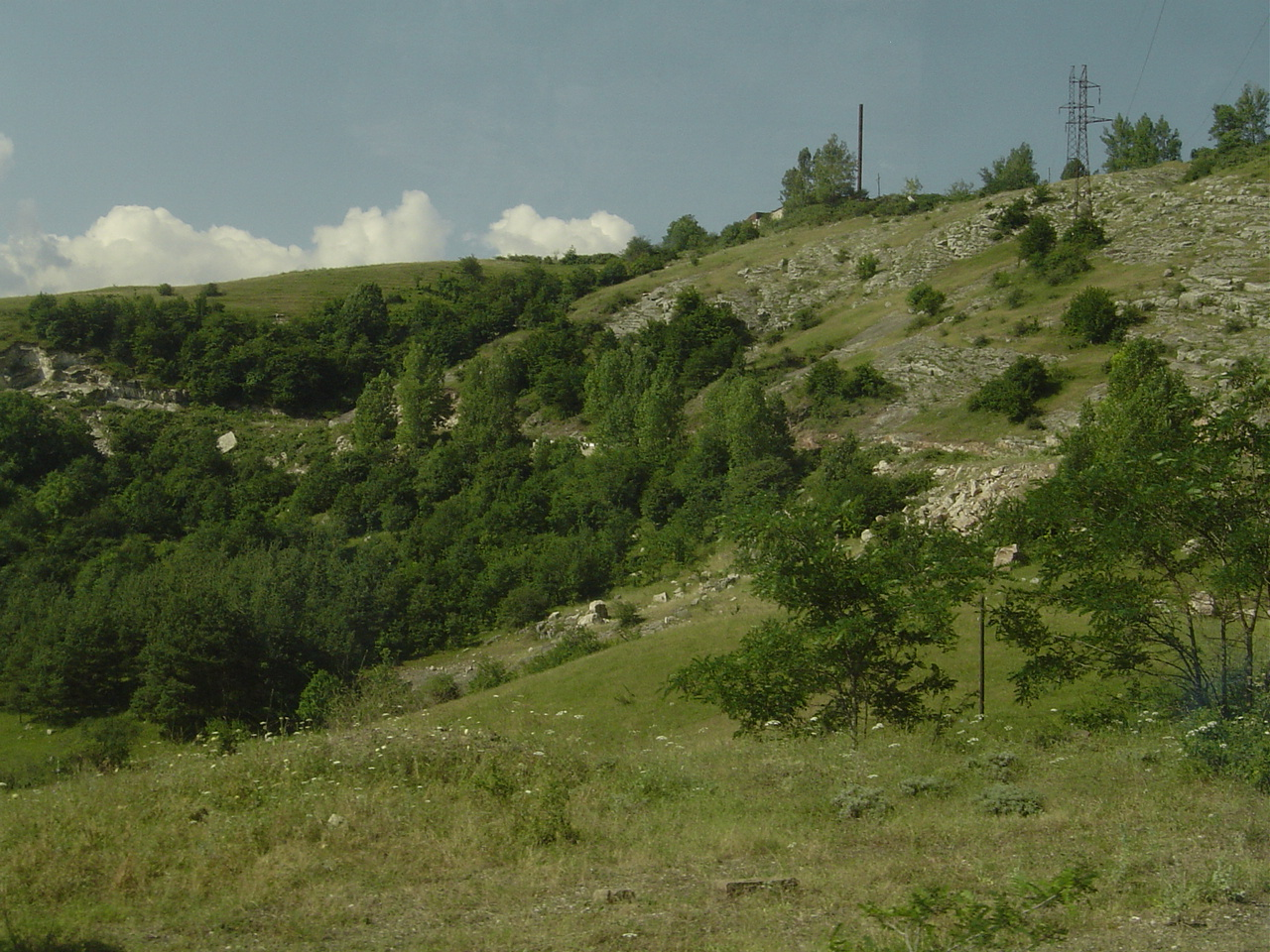
El camino que conduce a Shusha fue el escenario de una famosa batalla entre los vehículos blindados de Armenia y Azerbaiyán.

Luego de la Masacre de Xocalı, el presidente azerí Ayaz Mutallibov fue forzado a renunciar el 6 de marzo de 1992 debido a la presión de la opinión pública por haber fracasado en la protección y evacuación de la población de Xocalı. En los meses siguientes a la captura de Xocalı, los comandantes azeríes, que aguantaban en el último bastión de la región, la ciudad de Shusha (donde muchos azeríes habían huido cuando lanzaron una de sus primeras ofensivas a Stepanakert el 13 de febrero de 1988), comenzaron un bombardeo de artillería a gran escala con lanzacohetes GRAD contra Stepanakert. En abril, estos ataques habían obligado a muchas de las 50 000 personas que vivían en Stepanakert a refugiarse en búnkeres subterráneos y sótanos. Cuando se produjeron incursiones terrestres azeríes en las zonas limítrofes de la ciudad, los jefes militares de Alto Karabaj organizaron una ofensiva para tomar la ciudad de Shusha, origen del bombardeo de Stepanakert. El 8 de mayo, una fuerza armenia compuesta por varias centenas de soldados acompañados de tanques y helicópteros atacó la fortaleza de Shusha. Sangrientos combates se libraron en las calles de la ciudad y cientos de hombres murieron en ambos bandos. Aplastado por la fuerza de combate más numerosa de los armenios, el comandante azerí en Shusha ordenó la retirada, terminando los combates al día siguiente del inicio de la ofensiva.
La conquista de Shusha tuvo gran impacto en la vecina Turquía, cuyas relaciones con Armenia habían mejorado después de haber declarado la independencia de la Unión Soviética, pero se vio un nuevo retroceso a medida que Armenia iba conquistando territorios en la región de Alto Karabaj. El gran resentimiento con Turquía databa aún de antes de la era soviética, y esta enemistad provenía en parte del genocidio armenio. Muchos armenios se referían a los azeríes como "turcos" por considerarlos de etnias próximas. El primer ministro turco Süleyman Demirel afirmó haber sido intensamente presionado por su pueblo para que Turquía interviniera y ayudara a Azerbaiyán. Sin embargo, Demirel se opuso a tal intervención, refiriendo que la entrada de Turquía en la guerra iría a espolear un conflicto todavía mayor entre musulmanes y cristianos, ya que Turquía posee una población de mayoría musulmana. Turquía nunca envió tropas a Azerbaiyán, pero mandó consejeros y una cantidad importante de ayuda militar.
En mayo de 1992, el comandante militar de las Fuerzas de la CEI, Mariscal Yevgeny Shaposhnikov, emitió un aviso a los países occidentales, especialmente a los Estados Unidos, para que no interfirieran en el conflicto del Cáucaso, afirmando que eso iría a "colocarlos al borde de una Tercera Guerra Mundial y eso no puede ser permitido".
Un contingente checheno al mando de Shamil Basáyev fue una de las unidades que tomaron parte en el conflicto. De acuerdo con el Coronel Azer Rustamov de Azerbaiyán, en 1992, "cientos de voluntarios chechenos nos dieron una ayuda difícil de evaluar en las batallas lideradas por Basáyev y Salman Raduev". Se dice que Basáyev fue uno de los últimos guerreros en abandonar Shusha. Basáyev confirmó posteriormente que durante su carrera él y su tropa sólo fueron derrotados una vez y que la derrota ocurrió en Karabaj en enfrentamientos con el "Batallón Dashnak", afirmando también que sacó a sus mujahidin del conflicto cuando la guerra parecía ser más por nacionalismo que por religión.

### Sellando Lachin
La captura de Lachin permitió a Armenia enviar trenes de abastecimiento para ayudar a los separatistas de Karabaj, al mismo tiempo que abría un camino para evacuar a los refugiados armenios. El parlamento azerí culpó al presidente azerí Yaqub Mammadov por la pérdida de Shusha, destituyéndolo del poder y exculpando a Mutalibov de cualquier responsabilidad después de la pérdida de Xocalı, restituyéndole los poderes de Presidente el 15 de mayo de 1992. Muchos azeríes calificaron esta acción como un golpe de Estado, al que se unió la cancelación de las elecciones parlamentarias fijadas para junio de ese año. El Parlamento de Azerbaiyán estaba compuesto por antiguos líderes del país durante el régimen comunista, y las pérdidas de Xocalı y Shusha sólo aumentaron la voluntad de proceder a la votación.
Contribuyendo a esta confusión, las fuerzas armenias lanzaron una ofensiva el 18 de mayo para apoderarse de la ciudad de Laçın, situada en el estrecho corredor que separa Armenia de Alto Karabaj. La ciudad estaba mal protegida y al día siguiente los armenios tomaron el control de la localidad eliminando a los azeríes restantes, para abrir la carretera que unía la región con Armenia.
La pérdida de Lachin fue el golpe final para el régimen de Mutallibov. A pesar de estar prohibidas, se produjeron manifestaciones y activistas del Frente Popular intentaron dar un golpe armado. Los enfrentamientos entre las fuerzas gubernamentales y los activistas escalaron hasta la ocupación del Parlamento, el aeropuerto de Bakú y la oficina presidencial por la oposición. El 16 de junio de 1992, Abulfaz Elchibey fue elegido presidente de Azerbaiyán, al mismo tiempo que líderes políticos del Frente Popular de Azerbaiyán ganaron escaños en el parlamento. Los críticos caracterizaron a Mutalibov como un dirigente débil y poco implicado en la guerra de Karabaj. Elchibey estaba completamente en contra de aceptar ayuda de los rusos, favoreciendo lazos más estrechos con Turquía.
Los combates también salpicaron las cercanías de Najicheván, que fue bombardeada por las tropas armenias en mayo de 1992.

## Escalada del conflicto

### Operación Goranboy
El 12 de junio de 1992, el ejército de Azerbaiyán, junto con la brigada de Huseynove, reunió una gran cantidad de tanques, vehículos blindados y helicópteros lanzando la Operación Goranboy, una gran ofensiva tres días sobre la región, relativamente desprotegida, de Shahumyan, al norte de Nagorno-Karabaj logrando recuperar algunas decenas de localidades anteriormente bajo el control de las fuerzas armenias. Otra razón de las rápidas conquistas azeríes fue el hecho de que muchos de los integrantes de los batallones eran voluntarios armenios que habían aprovechado la captura armenia de Lachin para abandonar las líneas y retornar a su país. La ofensiva provocó que el gobierno de Armenia amenazara abiertamente a Azerbaiyán con intervenir y ayudar a los separatistas que luchaban en Karabaj.
La ofensiva hizo que las tropas armenias se retiraran al sur en dirección a Stepanakert donde los comandantes de Karabaj planeaban destruir una central hidroeléctrica en la región de Martakert en caso de que la ofensiva no fuese detenida. Se estima en 30 000 los refugiados que fueron forzados a huir a la capital mientras los atacantes recuperaban aproximadamente la mitad de Alto Karabaj. Sin embargo, el avance de los azeríes se estancó cuando fueron atacados por helicópteros de combate rusos provenientes de 104.º División de Fuerzas Aerotransportadas (VDV, Vozdushno-Desantnye Vojska) con sede fuera de Ganja y que, irónicamente, detuvieron a unidades terrestres de la misma división. De acuerdo con una fuente oficial del gobierno de Armenia, consiguieron persuadir a las unidades militares rusas para llevar a cabo bombardeos y, finalmente, detener el avance en unos días. Con esto, los armenios se restablecieron de las bajas y organizaron una contraofensiva para recuperar las fronteras anteriores.

### Tentativas de mediaciones de paz
En el verano de 1992, la CSCE (posteriormente denominada Organización para la Seguridad y la Cooperación en Europa, OSCE) creó el Grupo de Minsk en Helsinki que incorporaba elementos de once naciones, siendo copresidido por Francia, Rusia y los Estados Unidos y teniendo como propósito mediar el establecimiento de un acuerdo de paz entre las partes del conflicto. Sin embargo, en su reunión anual de 1992, la organización no consiguió abordar y resolver los muchos nuevos problemas aparecidos desde el colapso de la Unión Soviética, menos aún el conflicto de Karabaj. La guerra de Yugoslavia, la guerra de Transnistria en Moldavia y la creciente ambición de la independencia de Rusia por los separatistas chechenos, y las nuevas disputas de Georgia con Rusia por Abjasia y Osetia constituían prioridades en la agenda para resolver disputas étnicas.
La CSCE propuso el recurso a tropas de mantenimiento de la paz de la OTAN y la CEI para monitorizar los acuerdos de cese al fuego y proteger los cargamentos de ayuda humanitaria enviados a los refugiados. Diversos acuerdos de paz fueron puestos en práctica después de la ofensiva de junio, pero la colocación de una fuerza de paz europea, apoyada por Armenia, nunca llegó a suceder. La idea de enviar cien observadores internacionales a Karabaj llegó a ser elevada, pero las conversaciones entre los líderes armenios y azeríes se rompieron completamente en julio. Rusia estaba especialmente en contra de la presencia de una fuerza multinacional en el Cáucaso, considerándola como una intrusión en su puerta trasera.

### Ofensivas de Mardakert y Martuni
A fines de junio, una nueva y menor ofensiva azerí fue planeada, teniendo esta vez como objetivo Martudi, en la mitad sudeste de Karabaj. La fuerza de ataque estaba compuesta por varias decenas de tanques y vehículos de combate complementados por diversas compañías de infantería integradas en los frentes de Majgalashen y Jardar, próximas de Martuni y Krasnyi Bazar. Sin embargo, el comandante del regimiento de Martuni, Monte Melkonian, tratado por "Avo" por sus hombres, aunque desprovisto de equipamiento pesado, consiguió desbaratar las repetidas embestidas de las fuerzas azeríes.
A fines de agosto de 1992 el gobierno de Alto Karabaj se encontraba desorganizado, habiendo sus miembros renunciado el 17 de agosto. El poder fue luego asumido por un concejo denominado Comité de Defensa del Estado, presidido por Robert Kocharyan, quien iría a gobernar temporalmente el enclave hasta que terminase el conflicto. Al mismo tiempo, Azerbaiyán lanzó ataques aéreos, bombardeando objetivos civiles con frecuencia. Kocharyan condenó aquello que él creía eran tentativas intencionales de los azeríes para matar civiles, y también la alegada pasividad de Rusia y su actitud despreocupada sobre la venta y transferencia de material de guerra a Azerbaiyán.

### Descanso de invierno
Al aproximarse el invierno de 1993, ambos bandos se abstuvieron de lanzar ofensivas en gran escala, para preservar recursos como gas y electricidad para uso doméstico. Pese a la apertura de un pasaje de salida a los residentes de Karabaj, que Armenia y el enclave sufrieran con los bloqueos económicos impuestos por Azerbaiyán, que, a pesar de no tener cerrado completamente el pasaje, acabó por hacer que la ayuda enviada a través de Turquía llegase esporádicamente.
Experimentando escasez de energía y alimentos, después del cierre de la Central nuclear Metsamor, las perspectivas económicas de Armenia eran sombrías: en Georgia, nuevos enfrentamientos con los separatistas de Abjasia y Osetia comenzaron, habiendo éstos pasado a atacar los convoyes de mercadería y destruir repetidas veces el único oleoducto que unía Rusia a Armenia. Similar al invierno de 1991-1992, también el de 1992-1993 fue especialmente frío, habiendo bastantes familias en Armenia y Karabaj sin abastecimiento de calor y agua caliente.
Otros bienes, como cereales eran más difíciles de encontrar. La diáspora armenia recaudó dinero y donó suministros a Armenia. En diciembre, dos cargamentos de 33 000 toneladas de cereales y 150 toneladas de leches para bebés llegaron de los Estados Unidos a través del mar Negro al puerto de Batumi, en Georgia. En febrero de 1993, la Comunidad Europea dio 4,5 millones de euros a Armenia, mientras que el vecino Irán también auxilió a Azerbaiyán económicamente proveyendo energía y electricidad. La postura de Elchibey contra Irán y sus declaraciones sobre la unificación con la minoría azerí en Irán rompieron las relaciones entre ambos países.
Los azeríes desplazados internamente y los refugiados internacionales fueron forzados en campos provisorios creados por los gobiernos de Azerbaiyán e Irán. La Cruz Roja Internacional también distribuyó mantas a los azeríes y notó que en diciembre, los refugiados ya tenían comida suficiente para su alimentación. Azerbaiyán también luchó por la rehabilitación de su industria petrolera, la principal exportación del país. Sus refinería no estaban en funcionamiento a la capacidad máxima y las cuotas de producción estaban muy por debajo de las estimaciones. En 1965, los campos petroleros de Bakú producían 21,5 millones de toneladas de petróleo anualmente, mientras que en 1988 el número se había reducido a casi 3,3 millones. El equipamiento anticuado de las refinerías soviéticas y la renuencia de las compañías occidentales en invertir en una zona de guerra donde los oleoductos eran destruidos rutinariamente impedían a Azerbaiyán explorar al máximo su riqueza.

## Verano de 1993

### Conflictos internos
A pesar del duro invierno que ambos países vivieron, el año nuevo fue acogido por ambos bandos con entusiasmo. El presidente Elchibey expresó su optimismo teniendo en vista una solución por mutuo acuerdo con su homólogo Ter-Petrossian, pero en enero de 1993 los vislumbres de esta esperanza se esfumaron por completo pese a los llamamientos de cese al fuego hechos por Boris Yeltsin y George W. Bush, así que las hostilidades en la región se reencendieron una vez más. Las fuerzas armenias comenzaron nuevas ofensivas que consiguieron recuperar asentamientos en el norte de Karabaj ocupadas por los azeríes desde el otoño anterior.
La frustración por estas derrotas militares salió cara al frente interno en Azerbaiyán. Los militares azeríes cayeron más en la desesperación y el ministro de Defensa Gaziev y la brigada de Huseynov pidieron ayuda rusa, una medida que iba en contra de las políticas de Elchibey clasificadas como insubordinación. Los enfrentamientos y discusiones políticas entre el ministro del Interior, Isgandar Hamidov, y Gaziev sobre a qué zona debían ser enviadas las fuerzas militares llevaron a la renuncia de este último el 20 de febrero. También en Armenia aconteció una reorganización política, cuando Ter-Petrossian dimitió y el primer ministro, Khosrov Arutyunyan, y su gabinete fallaron en la implementación de un plan económico viable para el país, que generó protestas de los armenios contra el liderazgo de Ter-Petrossian que fueron reprimidas y silenciadas.

### Batalla de Kelbajar
En la zona oeste del norte de Karabaj, fuera de los límites de la región, estaba el raión de Kelbajar, que era adyacente a Armenia. Con una población de aproximadamente 45 mil personas, compuesta por azeríes y kurdos viviendo en varias decenas de aldeas. En marzo de 1993, hubo noticias que áreas bajo dominio armenio cerca al Reservatorio de Sarsang y Mardakert estaban siendo atacadas por azeríes. Después de la exitosa defensa de Martuni, las tropas de Melkonian fueron encargadas de tomar la región de Kelbajar, de donde las incursiones y la artillería eran enviadas según las informaciones disponibles.
La escasa oposición militar de los azeríes permitió a los combatientes de Melkonian ganar rápidamente un punto de apoyo en la región y también capturó varios vehículos blindados abandonados y tanques. A las 2:45 p. m. del 2 de abril, las fuerzas armenias en dos direcciones avanzaron hacia Kelbajar en un ataque que rápidamente golpeó contra la fuerza blindada azerí y las tropas atrincheradas cerca de la intersección Ganje-Kelbajar. Las fuerzas azeríes fueron incapaces de detener los avances realizados por fuerzas blindadas armenias y casi todos murieron defendiendo la zona. El segundo ataque hacia Kelbajar también rápidamente superó a los defensores. El 3 de abril, las fuerzas armenias habían capturado Kelbajar. El presidente Elchibey impuso el estado de emergencia por un período de dos meses e introdujo la conscripción universal.
La ofensiva provocó rechazo internacional contra el gobierno de Armenia, pues por primera vez las fuerzas armenias habían cruzado los límites del enclave al interior del territorio de Azerbaiyán. El 30 de abril, el Consejo de Seguridad de las Naciones Unidas (CSNU) aprobó la Resolución 822, propuesta por Turquía y Pakistán, afirmando que Alto Karabaj formaba parte de territorio azerí, debiendo las fuerzas armenias retirarse de Kelbajar. La Human Rights Watch concluyó que durante la ofensiva armenia a Kelbajar se cometió numerosas violaciones de las leyes de guerra, incluyendo desplazamientos forzosos, incendios indiscriminados y toma de rehenes.
Las repercusiones políticas se hicieron sentir también en Azerbaiyán cuando Huseynov se embarcó en su "marcha a Bakú" desde Ganje. Frustrado por lo que él sentía como incompetencia de Elchibey para tratar con el conflicto, y degradado de su rango de coronel, su brigada avanzó hacia Bakú para derrocar al presidente a principios de junio. Elchibey dimitió de su cargo el 18 de junio y el poder fue asumido por el entonces parlamentario Heydar Aliyev. El 1 de julio, Huseynov fue nombrado primer ministro de Azerbaiyán. Como presidente interino, Aliyev disolvió 33 batallones de voluntarios del Frente Popular, que él consideraba políticamente poco fiables. Aliyev fue elegido presidente de Azerbaiyán el 10 de octubre de 1993.

### Agdam, Füzuli, Cəbrayıl y Zangilan

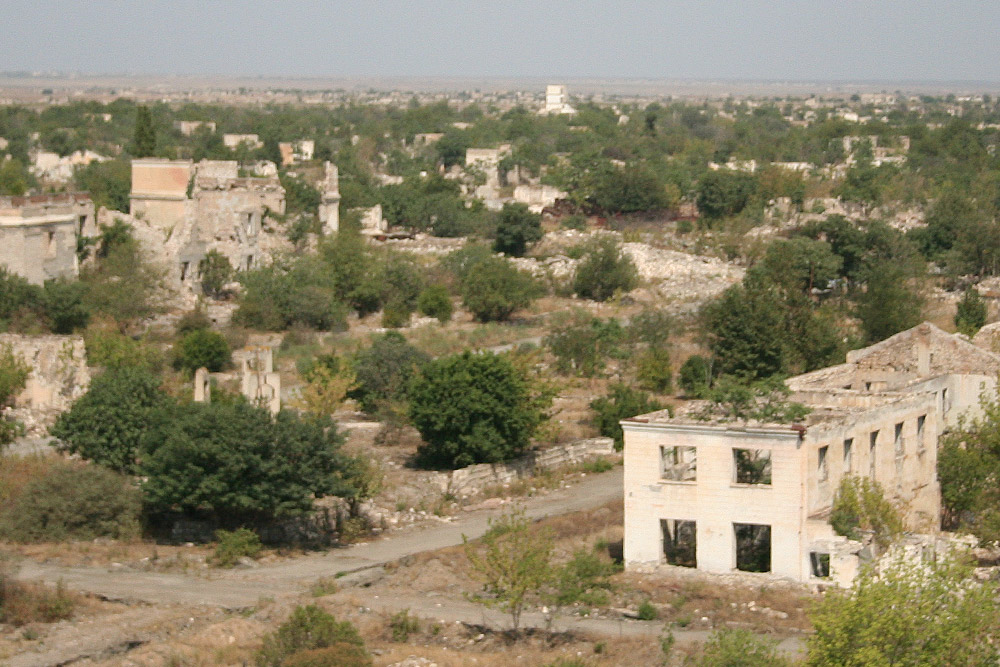
Ruinas de Agdam (2009)

Mientras el pueblo de Azerbaiyán iba ajustándose al nuevo paisaje político, muchos armenios se enfrentaban a la muerte de Melkonian que murió antes del 12 de junio en una escaramuza cerca de la ciudad de Merzuli y su muerte fue llorada públicamente a nivel nacional en Ereván. Las fuerzas armenias explotaron la crisis política en Bakú, que había dejado el frente Karabaj casi indefenso. Los siguientes cuatro meses de inestabilidad política en Azerbaiyán llevaron a la pérdida del control sobre cerca de cinco distritos, así como el norte de Nagorno-Karabaj. Las fuerzas militares de Azerbaiyán no pudieron presentar mucha resistencia a los avances de Armenia y dejó la mayoría de las áreas sin ningún enfrentamiento grave. A finales de junio, fueron expulsados de Martakert, perdiendo su último punto de apoyo en el enclave. En julio, las fuerzas armenias se preparaban para atacar y capturar la región de Agdam, otro raión situado fuera de Nagorno-Karabaj, alegando que estaban tratando de impulsar una mayor barrera para mantener fuera del alcance a la artillería azerí.
El 4 de julio, un bombardeo de la artillería fue iniciada por las fuerzas armenias contra la capital de la región de Agdam, destruyendo muchas partes de la ciudad. Los soldados, junto con los civiles comenzaron a evacuar Agdam. Frente a un colapso militar, Aliev trató de mediar con el gobierno de facto de Karabaj y los funcionarios del Grupo de Minsk. A mediados de agosto, los armenios congregaron una fuerza para tomar las regiones azeríes de Füzuli y Cəbrayıl, al sur de Alto Karabaj.
A la luz de los avances de los armenios en Azerbaiyán, el primer ministro turco Tansu Çiller, advirtió al gobierno de Armenia no atacar Najicheván y exigió a los armenios retirarse de los territorios de Azerbaiyán. Miles de soldados turcos fueron enviados a la frontera entre Turquía y Armenia a principios de septiembre. Fuerzas de la Federación Rusa en Armenia contrarrestaron estos movimientos para evitar la posibilidad de alguna participación turca en el conflicto.
A principios de septiembre, las fuerzas azeríes estaban casi en un completo desorden. Muchas de las armas pesadas que habían recibido y comprado a los rusos habían sido sacados de acción o abandonadas durante las batallas. Desde la ofensiva de junio de 1992, las fuerzas armenias habían capturado a decenas de tanques, blindados y piezas de artillería ligera de Azerbaiyán. Por ejemplo, de acuerdo a una entrevista televisiva a Monte Melkonian en marzo de 1993, sus fuerzas en Martuni solo habían capturado o destruido un total de 55 T-72, 24 BMP-2, 15 APC y 25 piezas de artillería pesada desde la ofensiva de Goranboy de junio de 1992. "La mayoría de nuestras armas", afirmó, "[eran] capturados de Azerbaiyán". Serzh Sargsyan, el entonces líder militar de las fuerzas armadas de Karabaj afirmó que capturaron un total de 156 tanques a lo largo de la totalidad de la guerra.
Otros signos de desesperación de Azerbaiyán incluyeron el reclutamiento por parte de Aliyev de entre 1.000 y 1.500 combatientes muyahidines afganos y árabes de Afganistán. Aunque el gobierno de Azerbaiyán negó esta afirmación, correspondencia y fotografías capturadas por las fuerzas armenias indicaban lo contrario. Otras fuentes de ayuda exterior fueron Pakistán y Chechenia, mediante la guerrilla de Shamil Basáyev. La compañía petrolera Mega Oil, con sede en EE. UU., también contrató a varios entrenadores militares estadounidenses como requisito previo para adquirir los derechos de perforación de yacimientos petrolíferos en Azerbaiyán.

## Enfrentamientos de 1993-1994

Las fronteras finales del conflicto después del cese al fuego de 1994 fueron firmadas y se mantuvieron hasta el 2020. Las fuerzas armenias de Alto Karabaj controlaban entonces casi el 9 % del territorio de Azerbaiyán fuera del ex Óblast Autónomo de Nagorno-Karabakh. Las fuerzas de Azerbaiyán, por otra parte, controlan Shahumian y las zonas orientales de Martakert y Martuni.

En octubre de 1993, Aliev fue elegido formalmente como presidente y prometió traer orden social para el país, además de recuperar las regiones perdidas. Al mismo mes, Azerbaiyán se unió a la CEI. La temporada de invierno se caracterizó por condiciones similares a las del año anterior, con ambos lados procurando alimentos y recolectando leña con meses de antelación. Las resoluciones 874 y 884 del Consejo de Seguridad sobre el conflicto de Nagorno-Karabaj fueron aprobadas en octubre y noviembre y, a pesar de volver a insistir en los mismos puntos que los dos anteriores, reconocieron a Nagorno-Karabaj como parte en el conflicto.
A inicios de enero, las fuerzas azeríes y las guerrillas afganas recapturaron parte del distrito de Füzuli, incluyendo la intersección ferroviaria de Horadiz en la frontera con Irán, pero no consiguieron reconquistar la localidad de Füzuli. El 10 de enero de 1994, las fuerzas azeríes atacaron la región de Mardakert en una tentativa de reconquistar la zona norte del enclave. Esta ofensiva consiguió avanzar y recuperar diversas partes de Karabaj al norte y al sur, pero fue detenida rápidamente. La República de Armenia comenzó a enviar reclutas del Ejército regular y del Ministerio del Interior para detener el avance azerí en el Karabaj. Para reforzar las filas de su ejército, el gobierno armenio emitió un decreto convocando hombres de hasta 45 años por tres meses, y recurrieron a la presión de pandillas para alistar reclutas. Varios soldados en servicio activo del Ejército armenio fueron capturados por las fuerzas azeríes.
Las ofensivas azeríes se volvieron cada vez más desesperadas: jóvenes de 16 años prácticamente sin entrenamiento fueron reclutados y tomaron parte en ineficaces "ondas humanas", una táctica aplicada por Irán durante la guerra entre Irán e Irak. Dos ofensivas de este tipo ocurrieron en el invierno causando la muerte de 5 mil azeríes, además de cientos de armenios. La principal ofensiva azerí intentaba recapturar el distrito de Kelbajar, para amenazar el corredor de Lachín, habiendo conseguido al principio vencer la poca resistencia inicial y capturar el paso de Omar, pero cuando las fuerzas armenias reaccionaron, los azeríes fueron derrotados, en aquellos que fueron los combates más sangrientos de toda la guerra. Varias brigadas azeríes fueron abandonadas cuando los armenios reconquistaron el paso de Omar, habiendo sido después cercadas y abatidas.
La base política de Azerbaiyán se alteró muchas veces, con varios soldados armenios que relataban que los azeríes estaban desmoralizados, no teniendo claras las razones de la guerra y no estando empeñados en detenerla. Un profesor ruso también apoya este punto de vista, afirmando que "Karabaj no interesa tanto a los azeríes que a los armenios. Probablemente, es por eso que los jóvenes voluntarios de Armenia tienen mucha más voluntad de luchar y morir por Karabaj que los de Azerbaiyán." Esta realidad fue descrita por un periodista que notó que "En Stepanakert, es imposible encontrar un hombre capaz - sea voluntario armenio o residente local - sin uniforme. [Mientras que] en Azerbaiyán, hombres con edad para ser reclutados frecuentan cafés." Andréi Sájarov también concordaba con esta visión indicando la famosa declaración: "Para Azerbaiyán el asunto de Karabaj es una cuestión de ambición, para los armenios de Karabaj, es una cuestión de vida o muerte."

### Cese al fuego de 1994

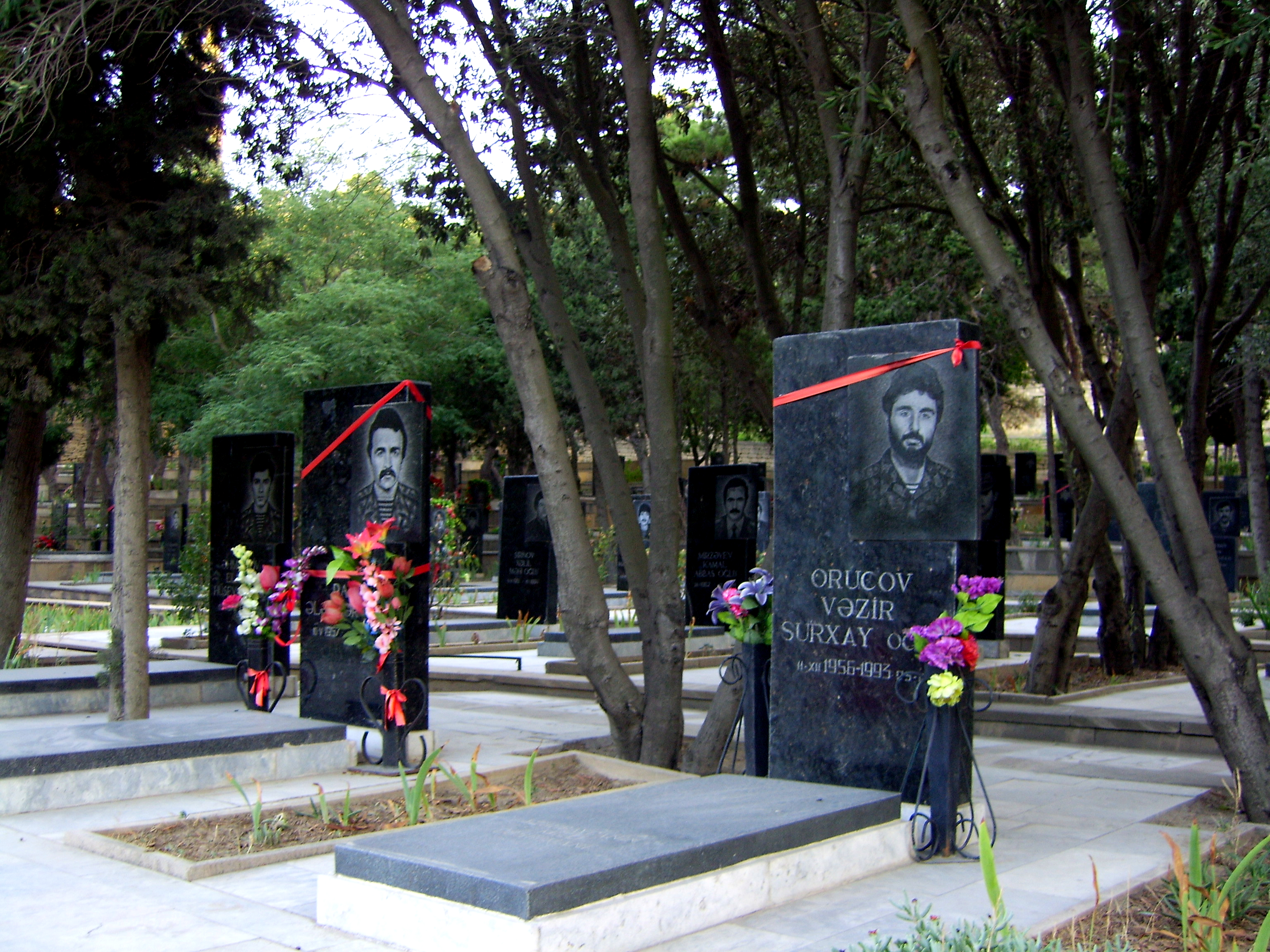
Las tumbas de soldados azeríes en Bakú

Después de seis años de intensos combates, ambos bandos estaban listos para un alto el fuego, y las vías diplomáticas intensificaron sus acciones en el mes de mayo. Azerbaiyán tenía agotado prácticamente todo su poderío y confiaba que un alto el fuego fuese propuesto, fuese por la CSCE o por Rusia, una vez que los comandantes armenios afirmaran tener el camino abierto hasta Bakú. Las batallas finales del conflicto ocurrieron cerca de Shahumyan, y consistieron en una serie de breves luchas en Gulustan.
El 16 de mayo, los líderes de Armenia, Azerbaiyán, Alto Karabaj y Rusia se encontraron en Moscú para firmar una tregua, que iría efectivamente a resultar en una interrupción de las hostilidades. En Azerbaiyán, muchos saludaron el fin de los combates, mientras otros querían que el contingente de tropas de mantenimiento de la paz a permanecer temporalmente en el área no debía ser de origen ruso. Enfrentamientos esporádicos continuaron en algunas partes de la región, pero ambos bandos se afirmaron comprometidos en respetar el alto el fuego.

## Violencia y mediación después de cese al fuego
Actualmente, el conflicto de Alto Karabaj es uno de los conflictos originados después del colapso de la Unión Soviética y actualmente interrumpido, junto con las regiones separatistas Abjasia y Osetia del Sur en Georgia, y los problemas entre Moldavia y Transnistria. El Alto Karabaj permanece bajo jurisdicción del gobierno de la no reconocida, pero independiente de facto, República de Artsaj, y mantiene su propio ejército: El Ejército de Defensa de Alto Karabaj.
Contrariamente a los relatos de comunicación social, que permanentemente mencionaban las religiones de ambos pueblos, los aspectos religiosos nunca tuvieron significado, ni como casus belli adicional, y permaneció primariamente como una disputa de territorio y derechos humanos de los armenios en el Karabaj. Desde 1995, los miembros del Grupo de Minsk han mediado las discusiones entre los gobiernos de Armenia y Azerbaiyán para que se llegue a una nueva solución. Numerosas propuestas fueron hechas, teniendo como base la existencia de cesiones de ambos lados. Una de las propuestas estipulaba que las fuerzas armenias se retirasen de las siete regiones que rodean el Karabaj, y Azerbaiyán comparta algunos de sus beneficios económicos, incluyendo los beneficios de un oleoducto que uniría Bakú con Turquía a través de Armenia. Otras propuestas también se referían a la concesión de mayor autonomía por Azerbaiyán al enclave, ya muy próxima de la independencia. Armenia ha sido blanco de presión, al ser excluida de los grandes proyectos económicos en curso en la región, incluyendo el Oleoducto Bakú-Tiflis-Ceyhan y el ferrocarril Kars-Tiflis-Bakú.
La mayoría de las propuestas de autonomía han sido rechazadas por los propios armenios, que consideran que este punto no es negociable. De la misma forma, los azeríes se han negado a dejar pasar el asunto y regularmente amenazan con reanudar las hostilidades. El 30 de marzo de 1998, Robert Kocharyan fue elegido presidente y continuó rechazando los pedidos para acordar un fin para el conflicto. En 2001, Kocharyan y Aliyev se encontraron en Key West, Florida, para discutir los problemas en cuestión y, pese a que varios diplomáticos occidentales expresaran optimismo, la oposición creciente en ambos países contra la cesión de territorio al oponente diluyó las esperanzas de una solución pacífica.
En total el conflicto generó casi un millón de refugiados, con 400 000 habitantes armenios de Azerbaiyán se desplazaron a Armenia o Rusia, y otros 30 000 llegaron del Karabaj. Muchos de los que dejaron Karabaj regresaron después del fin de la guerra. Se estiman en 800 000 los azeríes desplazados debido a los combates, incluidos los oriundos de Armenia y del enclave. Varios otros grupos étnicos que vivían en Karabaj fueron también forzados a habitar en campos de refugiados construidos por los gobiernos azerí e iraní. A pesar de que se afirma frecuentemente que los armenios controlan el 20 o hasta el 40 % del territorio azerí, los números estimados, contabilizando el enclave de Najicheván, varían entre 13,62 y 14 % (reduciéndose a 9 % si Alto Karabaj fuese excluido).
Las consecuencias de la guerra se dice que han jugado un papel en el asesinato de febrero de 2004 del teniente armenio Gurgen Markaryan que fue asesinado a machetazos con un hacha por su homólogo azerbaiyano, Ramil Safarov en un seminario de entrenamiento de la OTAN en Budapest, Hungría. La enemistad de Azerbaiyán contra todo lo armenio llevó a la destrucción de miles de lápidas medievales armenias, conocidos como jachkars, en cementerios en Julfa, Najicheván. Esta destrucción se detuvo temporalmente cuando se reveló por primera vez en 1998, pero luego continuó hasta su finalización en 2005. Azerbaiyán ha comparado el control de Armenia de la región a la ocupación nazi de la Unión Soviética durante la Segunda Guerra Mundial.

## Situación actual
Al inicio de 2008, las tensiones entre Armenia, la República de Artsaj y Azerbaiyán se deterioraron todavía más. En el frente diplomático, el presidente azerí Ilham Aliyev repitió una vez más declaraciones belicosas, como que Azerbaiyán volvería a usar la fuerza, si fuere necesario, para volver a controlar el territorio; coincidentemente los tiroteos a lo largo de la frontera aumentaron. La violación más flagrante de cese de fuego ocurrió al día siguiente de las declaraciones de Aliyev, con dieciséis soldados muertos y ambos bandos se acusaron de haber iniciado los combates. Además, el uso de artillería en las confrontaciones más recientes marca un aumento de la violencia, que hasta entonces involucraban apenas tiros de francotiradores o ráfagas de ametralladoras.
En 2008, la revista en inglés Moscow Defense Brief opinó que debido al aumento de los gastos de Azerbaiyán, que se ha reflejado en un fuerte rearme de las fuerzas armadas azeríes, el equilibrio militar parece estar cambiando en favor de Azerbaiyán. "... La tendencia general es claramente a favor de Azerbaiyán, y parece que Armenia no será capaz de sostener una carrera armamentista con la economía petrolera de Azerbaiyán. Esto puede conducir a la desestabilización del conflicto latente entre esos dos estados", escribió el periódico.
En abril de 2016 Armenia y Azerbaiyán volvieron a tener una conflagración armada cuyo resultado fue un cese al fuego declarado poco tiempo después de iniciados los combates.

### Los enfrentamientos armados en Alto Karabaj (2016)
Los graves enfrentamientos (también denominados La Guerra de 4 días) registrados en la línea de contacto entre las fuerzas armadas de Azerbaiyán y Armenia en el territorio de la república no reconocida de Artsaj comenzaron en la noche del 2 de abril de 2016 y duraron cuatro días.

#### El desarrollo del conflicto
En la noche del 31 de marzo al 1 de abril Alto Karabaj y Azerbaiyán acusaron mutuamente en bombardeo de sus territorios. El 1 de abril, a las 9:00 en posiciones de combate en Provincia de Tavush de Armenia fue encontrado un soldado con una herida de muerte en la cabeza. En este mismo día, a las 12:20 en la dirección hacia el norte de la posición militar de Armenia por parte de Azerbaiyán fue asesinado un soldado armenio. Los primeros enfrentamientos se iniciaron en la noche del 2 de abril de 2016. Antes del amanecer las tropas de Azerbaiyán comenzaron ataque.
Según la prensa del Ministerio de Defensa de la República de Artsaj, las fuerzas armadas de Azerbaiyán en la noche del 2 de abril atacaron las áreas de la zona del conflicto de Karabaj, mediante la aplicación de la artillería pesada, vehículos blindados, y la aviación. También se llevaron a cabo ataques a asentamientos Humanos. Después el Ministerio de Defensa de Azerbaiyán declaró sobre ocupación de varias cimas estratégicas de Karabaj, incluyendo la aldea Seysulan, las alturas alrededor de la aldea Talysh, también la altura de Leletepe. Сomo afirmó el Ministerio de Defensa de Azerbaiyán de altura alrededor de la aldea Talysh puedan crear un peligro para la región Goranboy del país y la ciudad Naftalan, y la altura de Leletepe fue ocupada para garantizar la seguridad de la ciudad Goradiz. Más tarde fue confirmada la ocupación de la colina Leletepe por el ejército de Azerbaiyán. El 2 de abril por la tarde ambas partes informaron el número de muertos y heridos.
El 5 de abril, el Ministerio de Defensa de Azerbaiyán informó que el 4 de abril fue atacado la base militar del enemigo en Madagiz. El mismo día, el Ministerio de Defensa de Armenia difundió la información de que Azerbaiyán por primera vez aplicó en la región de Nagorno-Karabaj el sistema "BM-30". Por su parte, el Ministerio de Defensa de Azerbaiyán declaró que nunca utilizaban dicho sistema.

#### El alto el fuego
El 5 de abril se anunció por las ambas partes la cesación del fuego. El acuerdo bilateral sobre el cese de las operaciones de combate fue logrado en la reunión de los Comandantes de Estado Mayor de Azerbaiyán y Armenia en Moscú.
El 6 de abril, el Ministerio de Defensa de Azerbaiyán declaró que desde el mediodía del 5 de abril al mediodía del 6 de abril Armenia bombardeó territorio de Azerbaiyán, la frontera de Azerbaiyán y Armenia en Ordubad, Shajbuz y Babek; La parte de Armenia desmintió las acusaciones de los disparos y declararon que en la frontera en Najchiván la situación se mantenía estable y tranquila.
Según el Ministerio de Defensa de Azerbaiyán, el 8 de abril, con la mediación de representantes de la OSCE y del Comité Internacional de la Cruz Roja hasta las 8 de la tarde estaba previsto la realización del proceso de recogida de los cadáveres de los militares de ambos partes en el campo de batalla. Al final del día se informó que el proceso de búsqueda y recogida de cadáveres fue terminado. Según el representante del presidente de Alto Karabaj, el 10 de abril Azerbaiyán entregó a Armenia 21 cuerpos de soldados, y a Azerbaiyán le fueron entregados alrededor de 13 cuerpos. Armenia entregó a Azerbaiyán cuerpos de tres miembros de la tripulación helicóptero derribado Mi-24. El 19 de abril de Azerbaiyán se llevó de la línea de contacto el último cuerpo de su soldado.

## Mala conducta
Al salir del colapso de la Unión Soviética como estados nacientes y debido a los combates casi inmediatos, no fue sino hasta mediados de 1993 que Armenia y Azerbaiyán se convirtieron signatarios de los acuerdos de derecho internacional, incluidos los Convenios de Ginebra. Las denuncias de los tres gobiernos (incluidos Nagorno-Karabaj) regularmente acusaron al otro lado de cometer atrocidades que eran a veces confirmadas por fuentes de medios de terceras partes u organizaciones de derechos humanos. La masacre de Xocalı, por ejemplo, fue confirmada tanto por la Human Rights Watch y Memorial, mientras que la conocida como Masacre de Maraghar fue alegado por un grupo de la organización con sede en Gran Bretaña Christian Solidarity Worlwide en 1992. Azerbaiyán fue condenada por HRW para el uso de bombardeos aéreos en zonas civiles densamente pobladas y que ambas partes fueron criticadas por fuego indiscriminado, toma de rehenes y el desplazamiento forzado de civiles.
La falta de leyes internacionales de uno y otro lado para acatar actividad prácticamente sancionado en la guerra, podría considerarse crímenes de guerra. El saqueo y la mutilación (partes del cuerpo como las orejas, traídos desde el frente como recuerdos atesorados de guerra) de soldados muertos se notificaron con frecuencia e incluso se jactó de entre los soldados. Otra práctica que tomó forma, pero no por soldados regulares por parte de civiles durante la guerra, fue el trueque de prisioneros entre armenios y azeríes. A menudo, cuando se perdió el contacto entre familiares y un soldado o un miliciano que servía en el frente, se encargaron de organizar un intercambio por capturar personalmente a un soldado de las líneas de batalla y mantenerlos en los confines de sus propios hogares. Del New York Times, el periodista Yoav Karny señaló que esta práctica era tan "vieja como la gente que ocupa [la] tierra".
Cuando terminó la guerra, ambos bandos acusaron a sus rivales de seguir manteniendo cautivos; Azerbaiyán afirmó que Armenia seguía manteniendo casi 5.000 prisioneros azeríes, mientras que armenios reclamaban que Azerbaiyán llevaba 600 prisioneros. El grupo sin fines de lucro, Helsinki Initiative 92, investigó dos cárceles de Shusha y Stepanakert después de terminada la guerra, pero concluyó que no había prisioneros de guerra allí. Una investigación similar llegó a la misma conclusión durante la búsqueda de armenios supuestamente trabajando en las canteras de Azerbaiyán.